# Are You Scared?
Are You Scared? é um filme de terror produzido nos Estados Unidos, dirigido por Andy Hurst e lançado em 2006. Uma sequência sem relação, chamado Are You Scared 2, foi lançado em 2009.